# Guerra moderna

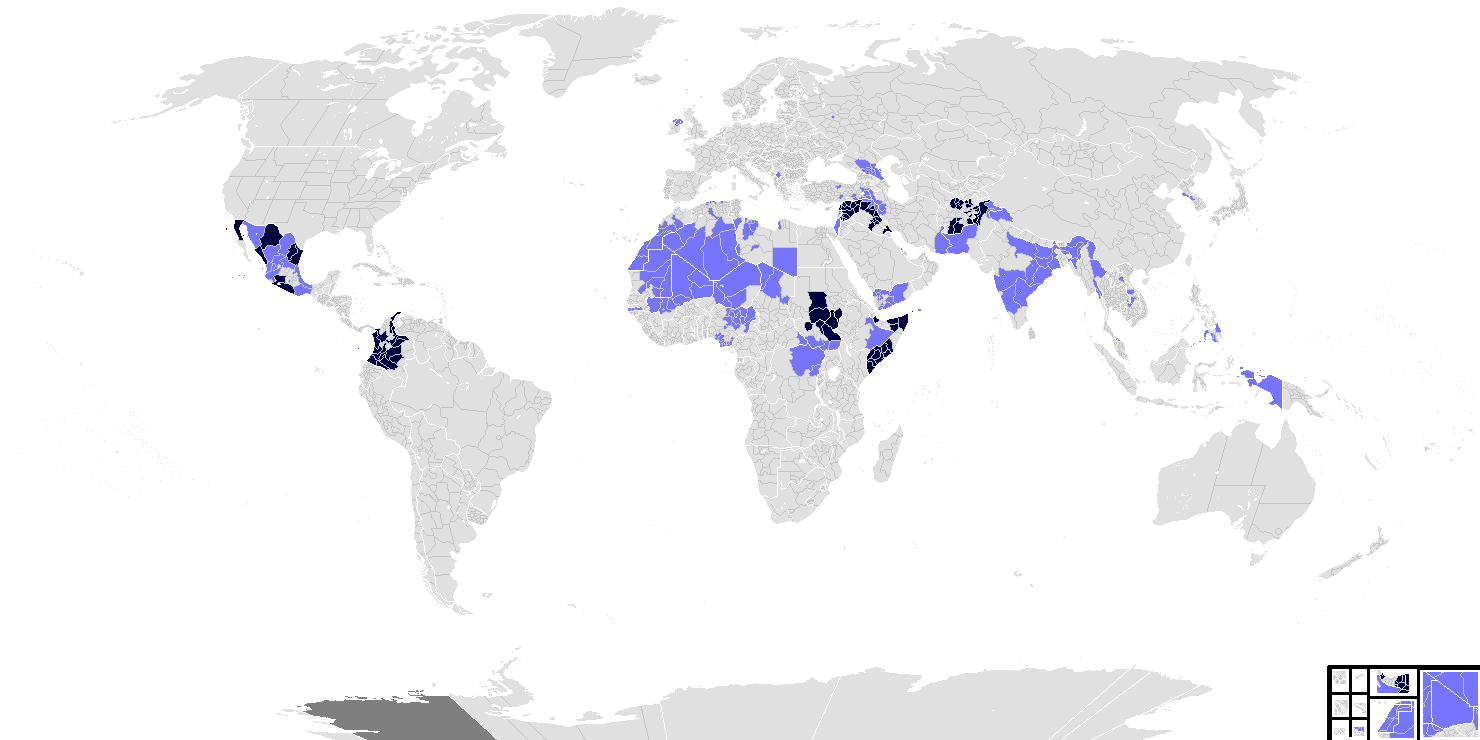
Conflictes en curs
Guerres principals - més de 1000 morts per any
Altres conflictes

La guerra moderna, tot i ésser present en cada període històric de la història militar, es sol usar usualment per a anomenar els conceptes, mètodes, i tecnologies que eren en ús durant la Segona Guerra Mundial i després d'aquesta. Tot i que la Primera Guerra Mundial ja es pot considerar que va ser una guerra moderna, ja que en aquesta es varen introduir massivament elements de guerra molt coneguts i usats actualment, com per exemple els tancs, metralladores, granades, cascs i avions, entre d'altres. Per tant, marcà un abans i un després a la història de les guerres.
Amb l'arribada de les armes nuclears, el concepte de la Guerra Total, té la possibilitat de l'aniquilació global, i que els conflictes d'aquests tipus des la Segona Guerra Mundial foren, per definició, "de baixa intensitat".

## Tipus de guerra moderna
- Guerra aèria
- Guerra asimètrica
- Guerra biològica
- Guerra química
- Guerra electrònica
- Guerra informàtica
- Guerra psicològica
- Guerra d'informació
- Guerra naval
- Guerra nuclear
- Guerra de guerrilles
- Guerra Espacial